# Кандріан
Кандріан — місто в Папуа-Новій Гвінеї в провінції Західна Нова Британія. Розташоване на південному заході острова Нова Британія, на висоті 10 м над рівнем моря. У місті є злітно-посадкова смуга.

## Населення
За даними 2013 року чисельність населення міста становила 1264 особи.
| 1990 | 2013  |
| ---- | ----- |
| 600  | 1 264 |